# Erminów
Erminów [ɛrˈminuf] est un village polonais de la gmina de Rybno dans le powiat de Sochaczew et dans la voïvodie de Mazovie.
Il se situe à environ 6 kilomètres à l'ouest de Sochaczew et à 57 kilomètres à l'ouest de Varsovie.